# Cryptus carinifrons
Cryptus carinifrons là một loài tò vò trong họ Ichneumonidae.